# Cendea Unida
Cendea Unida, era un partido político de la izquierda, vasquista de Navarra (España), que en su disolución sus miembros pasaron a Batzarre en 1999.

## Historia
En 1979, nace el partido político Cendea Unida, que se presenta en la Comunidad Foral de Navarra. Sus aspiraciones fueron estar en las alcaldías de Navarra, en las que sólo consiguió representación en algunos ayuntamientos de la Cuenca de Pamplona, como en Zizur Mayor, Barañáin, Galar y en algunas otras localidades.
En la zona de la Ultzama y norte de Navarra, se presentaba en coalición con el PNV y en otros ayuntamientos con Batzarre, donde la mayoría de sus afiliados y militantes pasarían en 1999.
Tras muchos años en ayuntamientos navarros, no llegaron a obtener ningún puesto relevante, ni tampoco ninguna alcaldía. La disolución del partido llegó en 1999, siendo Zizur Mayor el último ayuntamiento que tuvo representación de este partido. Muchos de los miembros de Cendea Unida se pasaron a Batzarre, y otros a Izquierda Unida.
Entre sus listas estuvo la exconcejala de Batzarre (NaBai) de Zizur Mayor, Mª José Urío y José Mari Aguirre, entre otros.

## Ideología
Su ideología era de izquierdas y vasquista; tenía sectores proclives al nacionalismo, al republicanismo y en defensa de Navarra como Comunidad Foral sin la anexión a Euskadi. Defendía las Políticas Medioambientales y el respeto ciudadano y el civismo.
- Datos: Q2882988